# Воинское кладбище в Вадовицах

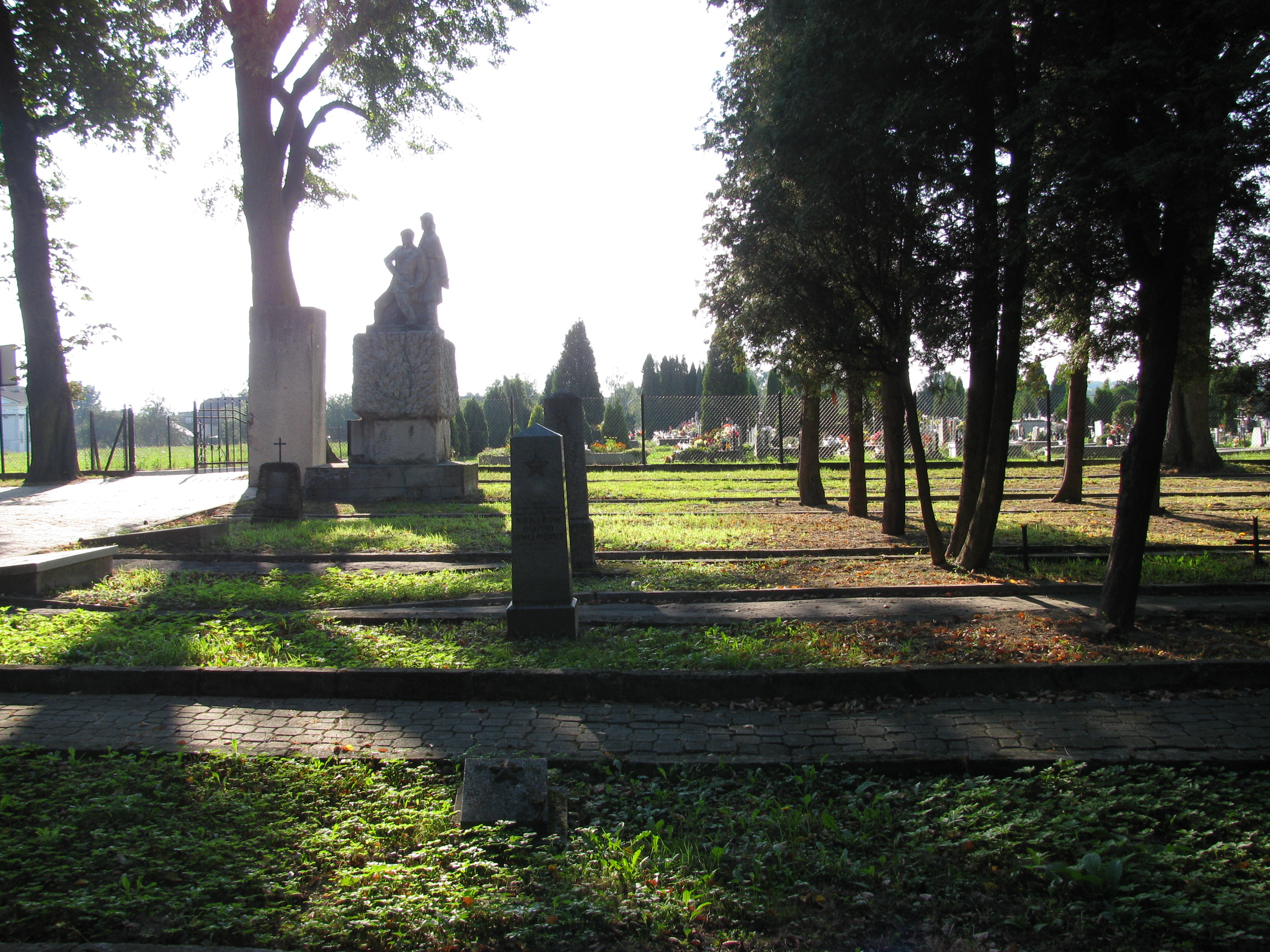
Воинское кладбище в Вадовицах. 2012 год.

Воинское кладбище в Вадовицах — историческое кладбище в городе Вадовице (Вадовицы; пол. Wadowice, укр. Вадовиці), ул. Войска Польского.49°53′41″ с. ш. 19°29′34″ в. д. В Малопольском воеводстве, в Польше. Погребены солдаты местного гарнизона времён Австро-Венгрии, военнопленные с советско-польской войны 1919-1920 годов, герои Второй мировой войны и Красной армии, в январе 1945 года павшие в районе Вадовиц. Имеет художественную ценность и как ландшафтный (краеобразующий) объект с самобытной пространственной планировкой.

## История кладбища
Основано в 1849 году для массовых захоронений погибших в конце первой половины 19 века от эпидемий тифа и холеры солдат Священной Римской империи.
В годы Первой мировой войны (1914-1918) на кладбище попало 1206 солдат Австро-Венгрии, сражавшихся в Галиции. В период 1918-1921 были погребены умиравшие в местном госпитале солдаты Войска Польского, а также 2160 пленных из Красной Армии, взятых в плен в ходе советско-польской войны и умерших в разгар эпидемии заразных заболеваний в лагере интернированных в Вадовицах.
Есть также могилы польских солдат, убитых в 1939 году, и партизаны Второй мировой войны.
На кладбище также похоронены бойцы советской армии, погибшие в 1945 году: 44 — непосредственно под Вадовицами и 1355 — из числа эксгумированных на территории гмин Вадовице, Кальвария Зебжидовска и Будзув (работы шли до 1967 года).

## Планировка
В наши дни кладбище закрыто для новых захоронений, но доступно для посещения. Площадь составляет 0,62 гектара.
Широкой поперечной аллеей разделено на южную и северную части. В южной части находятся могилы польских солдат, убитых в сентябре 1939 года, и польских партизан, погибших во время Второй мировой войны.
В северной части находятся могилы солдат Красной Армии с надгробными плитами в виде бетонных обелисков с красными звездами. В индивидуальных и коллективных гробницах было захоронено 1399 солдат (именные только 63 могилы).